# Вулиця Бруснівська
Ву́лиця Брусні́вська — вулиця у Залізничному районі Львова на Левандівці. Бічна вулиці Братів Климових. Має ґрунтове покриття без хідників.

## Історія та забудова
Нинішня вулиця Бруснівська, виникла у 1934 році, як частина колишньої вулиці Білогорської, що проходила попри залізничні колії та була названа на честь Білогорщі. У 1981 році, коли більша частина Білогорської вже не існувала, одну з збережених частин назвали Новоросійським провулком, що походить від тодішньої назви вулиці Левандівської — Новоросійська, на честь російського міста Новоросійськ. 1993 року Новоросійський провулок було перейменовано на вулицю Бруснівську.
Забудова: одно- та двоповерховий конструктивізм 1930-х років. На вулиці розташована діюча водорозбірна колонка.